# Ібрагім Шинасі
Ібрагім Шинасі (Шиназі; 5 серпня 1826, Стамбул, Османська імперія — 13 вересня 1871, там само) — османський письменник, перекладач, публіцист, громадський діяч. Засновник турецької драматургії і нової турецької літератури. Один із перших авторів танзимату, учасник революції 1848 року у Франції.

## Життєпис
За етнічним походженням був рутульцем, родом з села Ахти (Дагестан).
Народився 5 серпня 1826 року в родині османського армійського офіцера. Від трьох років ріс без батька.
Шинасі зростав у злиднях, але був дуже здібним і на цю якість юнака звернув увагу один із французьких офіцерів — граф Шатонеф, який згодом прийняв іслам і жив з ім'ям Мустафа Решид-паша. За протекцією Решид-паші Шинасі опинився в Парижі, де займався політекономією і фінансовими науками, вивчив французьку мову та літературу. За кордоном він пробув 5 років.
Після повернення до Константинополя влаштувався у фінансовому комітеті, де працював до 1858 року. До цього часу він здобув прихильність і заступництво великого державного діяча — Юсуфа Кемаль-паші.
1859 року вперше переклав турецькою мовою твори Ж. Расіна, А. Ламартіна, Ж. Лафонтена, опубліковані в книзі «Переклади» (Tercüme-i Manzume). 1860 року був одним з редакторів видаваної в Константинополі першої приватної турецької газети Tercüm-i ahval («Тлумач подій»). Протягом 1862—1865 років Шинасі видавав власну газету Tasvir-i Efkâr («Зображення думок») — найвідоміша газета в історії турецької журналістики, яка стала трибуною західницьких ідей турецьких письменників-просвітителів. Шинасі залучив до співпраці з газетою молодих талановитих письменників, серед яких був і Намик Кемаль.
Захопився ідеєю поширення в народі європейських наук, реформою турецької мови. Цими реформами Шиназі домагався, щоб книги писали не для обраних, а для всього народу.
Крім того, Шинасі з Намиком Кемалем зайнялися й іншою ідеєю — корінною реорганізацією державного устрою Османської імперії. Ці ідеї після його смерті були забуті і згадали про них напередодні молодотурецької революції під керівництвом Кемаля Ататюрка. Таким чином, Шинасі стає засновником танзимату.
Належав до товариства Нових османів.
1865 року вирушив в еміграцію до Парижа і повернувся до Константинополя незадовго до смерті.

Епіграфом його життя були слова: 
|  | Моя нація — людство, земна куля — моя батьківщина. |

## Роботи
- Tercüme-i Manzume (1859, Переклад віршів французів Ж. Лафонтена, А. Ламартіна, Гільберта і Ж. Расіна)
- Şairin evlenmesi (1860, П'єса)
- Durub-i Emsal-i Osmaniye (1863, Прислів'я (Байки))
- Müntahabat-i eş'ar (1863)